# Río Carcarañá
El río Carcarañá es un curso de agua argentino que nace en la provincia de Córdoba por la confluencia de los ríos Tercero o Calamuchita (del cual es directa continuación) y Saladillo (nombre del curso inferior del río Cuarto).

## Recorrido
Ingresa en la provincia de Santa Fe, la cual cruza por su sector centroaustral (localidad de Arteaga), desembocando en la localidad de Gaboto en el río Coronda, que a su vez lo hace en el gran río Paraná en cercanías de Timbúes.
Discurre en gran medida por el sector llamado “pampa ondulada”, razón por la cual en sus orillas existen barrancos de hasta 20 m de altura. Gran parte de su lecho está constituido por tosca, lo que en ciertos puntos provoca pequeños saltos –que se ven sobre todo cuando el río está bajo– fácilmente franqueables por las embarcaciones. Su recorrido es de 240 km, todos ellos susceptibles de navegación por embarcaciones de mediano calado, pero tal hidrovía aún está infraexplotada pese a recorrer uno de los territorios más ricos del planeta en producción de cereales, lácteos y leguminosas.

## Cuenca
Su cuenca es de 48 000 km² aproximadamente y sus principales afluentes son los arroyos de las Tortugas y Cañada de Gómez (que recibe por la margen izquierda) y el arroyo Cañada Santa Lucía (por la derecha).
Tiene potencial hidroeléctrico, aprovechándose la fuerza motriz con endicamientos, a la altura de Lucio V. López, desde fines del siglo XIX hasta la década de 1930. La obra fue de los hermanos pioneros Cayetano y Roque Blotta Rímolo (tíos del escultor rosarino Erminio Blotta), que provenían de Morano Cálabro (Italia).
Otra represa hidroeléctrica se encuentra a la altura de la ciudad de Carcarañá, utilizada por el Molino Juan Semino. En esa ciudad el río, luego de cruzar el puente del tren, alcanza la famosa Pileta Palandri que fuera construida por Carlos Palandri. Su actual dueño es Guillermo Danibale. Su padre Elio construyó, junto al río, una gran estructura para deleitarse con los atardeceres al lado del río.

## Ciudades
En 1527, en las proximidades de su desembocadura en el Paraná, la expedición al mando de Sebastián Gaboto fundó el primer establecimiento europeo en el actual territorio argentino; tal establecimiento era el español fuerte de Sancti Spiritu. Entre 1716 y 1767 se hallaba la Estancia Jesuítica de San Miguel del Carcarañal en su margen derecha, frente a la actual localidad de Pueblo Andino.
A las orillas del río, o en sus proximidades, se encuentran las ciudades y poblaciones cordobesas de Inriville, Los Surgentes y Cruz Alta, y las santafesinas de Arteaga, San José de la Esquina, Los Nogales, Arequito, Los Molinos, Casilda, Caracarañá, Correa, Lucio V. López (Santa Fe), Pueblo Andino, Oliveros, Timbúes y Puerto Gaboto.

## Dique artificial
La empresa Molinos Juan Semino construyó un dique artificial que divide en dos al río que pone en peligro la fauna que habita en el mismo, se encuentra en la ciudad de Carcarañá y es el único que queda en pie de una serie de tres diques que se construyeron entre 1867 y 1878. Los gobiernos provinciales de Santa Fe y Córdoba acordaron remover la presa pero la empresa desiste de negociar. Un problema adicional es que la represa impide el ingreso de peces al río Ctalamochita, tributario de este río.
La empresa utiliza el dique para alimentar los generadores de electricidad para su planta.

## Toponimia
La denominación de este río deriva del nombre de una parcialidad de avás (guaraníes) que hacia el siglo XVI habitaban sus riberas.
Su nombre deriva del guaraní "Caracará añá", que es el nombre de los indios que habitaban la zona y significa "carancho diablo" (el carancho es un ave carroñera de la región). Durante los siglos XVIII y XIX el río y su región aledaña en territorio santafesino también se conocía como Desmochado.